# 부여용정리소룡골백제건물지
부여용정리소룡골백제건물지(扶餘龍井里소룡골百濟建物址)는 대한민국 충청남도 부여군 부여읍 용정리에 있는 백제 시대의 건물이 있던 곳이다. 1992년 12월 8일 충청남도의 기념물 제86호로 지정되었다.